# Tan Yang
Tan Yang (谈杨S, Tán YángP; Wuhan, 9 gennaio 1989) è un calciatore cinese, attaccante ritirato.